# باول تشارلز دوبويس
باول تشارلز دوبويس هو معالج نفسي سويسري، ولد في 28 نوفمبر 1848 في لا شو دو فون في سويسرا، وتوفي في 4 نوفمبر 1918 في برن في سويسرا.